# عبد الرحمن الفضلي
عبد الرحمن بن عبد المحسن الفضلي وزير البيئة والمياه والزراعة السعودي. عين وزيراً للزراعة في يوم الخميس 9 ربيع الثاني 1436هـ الموافق 29 يناير 2015 م. ثم كلف وزيراً للمياه والكهرباء بالإضافة إلى عمله وزيراً للزراعة يوم السبت 16 رجب 1437 هـ الموافق 23 ابريل 2016 م وبعد إلغاء وزارة المياه والكهرباء وتعديل مسمى وزارة الزراعة ليكون وزارة البيئة والمياه والزراعة، ونقلت إليها المهام والمسؤوليات المتعلقة بنشاطي البيئة والمياه أصبح أول وزير لهذه الوزارة بمسماها الجديد يوم السبت 30 رجب 1437 هـ الموافق 7 مايو 2016 م.

## التعليم
حاصل على بكالوريوس الهندسة الكيميائية من جامعة الملك سعود عام 1982 م 

## الخبرات
- عمل 13 عاماً في بترولوب، إحدى الشركات التابعة لشركة بترومين.[4][5]
- نائب رئيس شركة محمود سعيد الجماعية.[6]
- موظف في شركة المراعي منذ عام 1996م.[4]
- نائب الرئيس التنفيذي في شركة المراعي منذ ديسمبر 1999.[6]
- الرئيس التنفيذي لشركة المراعي منذ عام 2000م، وحتى تعيينه وزيراً للزراعة في يناير 2015م[4]
- رئيس مجلس إدارة الشركة الدولية للألبان والعصائر[4]
- رئيس مجلس إدارة المعهد التقني للألبان والأغذية، الذي أنشأته المراعي بالتعاون مع المؤسسة العامة للتعليم الفني والتدريب المهني لغرض توطين صناعة الألبان[4]
- رئيس مجلس المديرين في الشركة الحديثة لصناعة الموارد الغذائية «سفن دايز».[4]
- رئيس مجلس المديرين في شركة المزارعون المتحدون.[4]
- عضو مجلس إدارة الشركة السعودية للاستثمار الزراعي والإنتاج الحيواني - سالك.[4]
- عضو مجلس إدارة شركة حائل.[4]
- عضو المجلس الهندسي لكلية الهندسة في جامعة الملك سعود.[4]
- رئيس مجلس إدارة الهيئة العامة للأرصاد وحماية البيئة.[7]
- رئيس مجلس إدارة الهيئة السعودية للحياة الفطرية.[7]
- رئيس مجلس إدارة الهيئة السعودية للمياه.[7]
- رئيس مجلس المديرين لشركة السعودية لشراكات المياه.

## الجوائز
- في عام 2014 حصل على “جائزة الشرق الأوسط للتميّز” للشخصيات التنفيذية في قطاع صناعة الأغذية والممنوحة من معهد جائزة الشرق الأوسط.[5]